# لوسي غامبل
لوسي غامبل (بالإنجليزية: Lucy Gamble)‏ هي مُدرسة أمريكية، (ولدت في لنكن في الولايات المتحدة 1875 – 1958 م).